# Парашют (Колорадо)
Парашют (англ. Parachute) — місто (англ. town) в США, в окрузі Гарфілд штату Колорадо. Населення — 1390 осіб (2020).

## Географія
Парашют розташований за координатами 39°27′0″ пн. ш. 108°3′19″ зх. д. / 39.45000° пн. ш. 108.05528° зх. д. (39.449891, -108.055237).  За даними Бюро перепису населення США в 2010 році місто мало площу 4,32 км², з яких 4,16 км² — суходіл та 0,16 км² — водойми.

### Клімат
| Клімат : Парашют      | Клімат : Парашют | Клімат : Парашют | Клімат : Парашют | Клімат : Парашют | Клімат : Парашют | Клімат : Парашют | Клімат : Парашют | Клімат : Парашют | Клімат : Парашют | Клімат : Парашют | Клімат : Парашют | Клімат : Парашют | Клімат : Парашют |
| Показник              | Січ.             | Лют.             | Бер.             | Квіт.            | Трав.            | Черв.            | Лип.             | Серп.            | Вер.             | Жовт.            | Лист.            | Груд.            | Рік              |
| Середній максимум, °C | 3,3              | 7,8              | 13,3             | 17,8             | 24,4             | 31,1             | 34,4             | 33,9             | 27,8             | 18,9             | 10,6             | 5,0              | 18,9             |
| Середній мінімум, °C  | −11,7            | −7,2             | −1,7             | 0,6              | 6,1              | 10,0             | 14,4             | 13,9             | 8,9              | 1,7              | −2,8             | −7,8             | 2,2              |
| Норма опадів, мм      | 18               | 18               | 46               | 43               | 30               | 25               | 38               | 23               | 36               | 51               | 43               | 30               | 401              |
| --------------------- | ---------------- | ---------------- | ---------------- | ---------------- | ---------------- | ---------------- | ---------------- | ---------------- | ---------------- | ---------------- | ---------------- | ---------------- | ---------------- |
| Джерело: Weatherbase  |                  |                  |                  |                  |                  |                  |                  |                  |                  |                  |                  |                  |                  |

## Демографія
Згідно з переписом 2010 року, у місті мешкало 1085 осіб у 371 домогосподарстві у складі 242 родин. Густота населення становила 251 особа/км².  Було 539 помешкань (125/км²).
Расовий склад населення:
| - 66,5 % — білих - 5,2 % — корінних американців - 1,4 % — азіатів - 0,4 % — чорних або афроамериканців - 23,8 % — осіб інших рас |

До двох чи більше рас належало 2,9 %. Частка іспаномовних становила 40,6 % від усіх жителів.
За віковим діапазоном населення розподілялося таким чином: 31,7 % — особи молодші 18 років, 62,3 % — особи у віці 18—64 років, 6,0 % — особи у віці 65 років та старші. Медіана віку мешканця становила 30,5 року. На 100 осіб жіночої статі у місті припадало 120,5 чоловіків;  на 100 жінок у віці від 18 років та старших — 117,9 чоловіків також старших 18 років.
Середній дохід на одне домашнє господарство  становив 39 234 долари США (медіана — 32 917), а середній дохід на одну сім'ю — 42 215 доларів (медіана — 36 083). Медіана доходів становила 37 014 долари для чоловіків та 27 045 доларів для жінок. За межею бідності перебувало 34,2 % осіб, у тому числі 44,3 % дітей у віці до 18 років та 42,5 % осіб у віці 65 років та старших.
Цивільне працевлаштоване населення становило 444 особи. Основні галузі зайнятості: науковці, спеціалісти, менеджери — 16,4 %, будівництво — 14,9 %, роздрібна торгівля — 13,5 %, сільське господарство, лісництво, риболовля — 12,2 %.